# Atlántico
Atlántico is een departement van Colombia, gelegen in het noorden van het land aan de Caribische Zee. Het departement is dichtbevolkt: op een oppervlakte van 3388 km² wonen ruim 2,1 miljoen mensen. De hoofdstad van het departement is Barranquilla.

## Gemeenten
Atlántico bestaat uit 23 gemeenten:
| Gemeente         | Inwoners  |
| ---------------- | --------- |
| Baranoa          | 50.261    |
| Barranquilla     | 1.112.837 |
| Campo de la Cruz | 18.354    |
| Candelaria       | 11.635    |
| Galapa           | 31.596    |
| Juan de Acosta   | 14.184    |
| Luruaco          | 22.878    |
| Malambo          | 99.058    |
| Manatí           | 13.456    |
| Palmar de Varela | 23.012    |
| Piojó            | 4.874     |
| Polonuevo        | 13.518    |
| Ponedera         | 18.430    |
| Puerto Colombia  | 26.932    |
| Repelón          | 22.196    |
| Sabanagrande     | 24.880    |
| Sabanalarga      | 12.650    |
| Santa Lucía      | 11.947    |
| Santo Tomás      | 23.188    |
| Soledad          | 455.796   |
| Suan             | 9.344     |
| Tubará           | 10.602    |
| Usiacurí         | 8.561     |

| Detailkaart | Detailkaart |
| ----------- | ----------- |
|             |             |
| Gemeenten   | Regio's     |